# 借上 (中世)

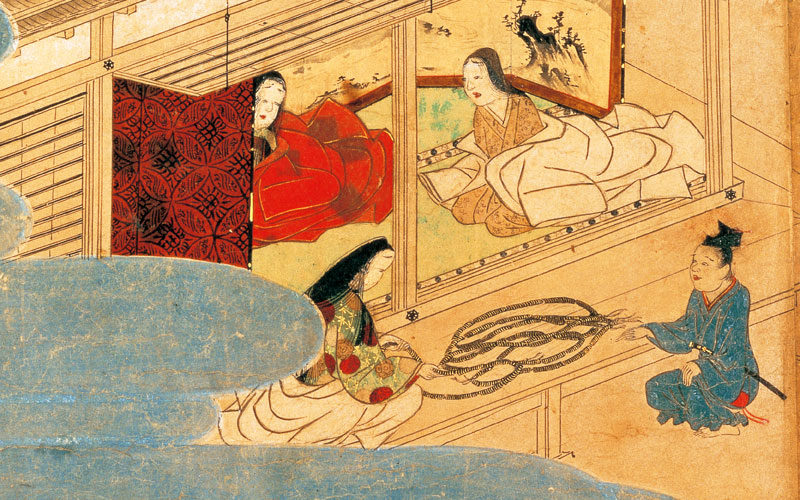
『山王霊験記』（和泉市久保惣記念美術館蔵）借上の使いが金を届けに来た場面

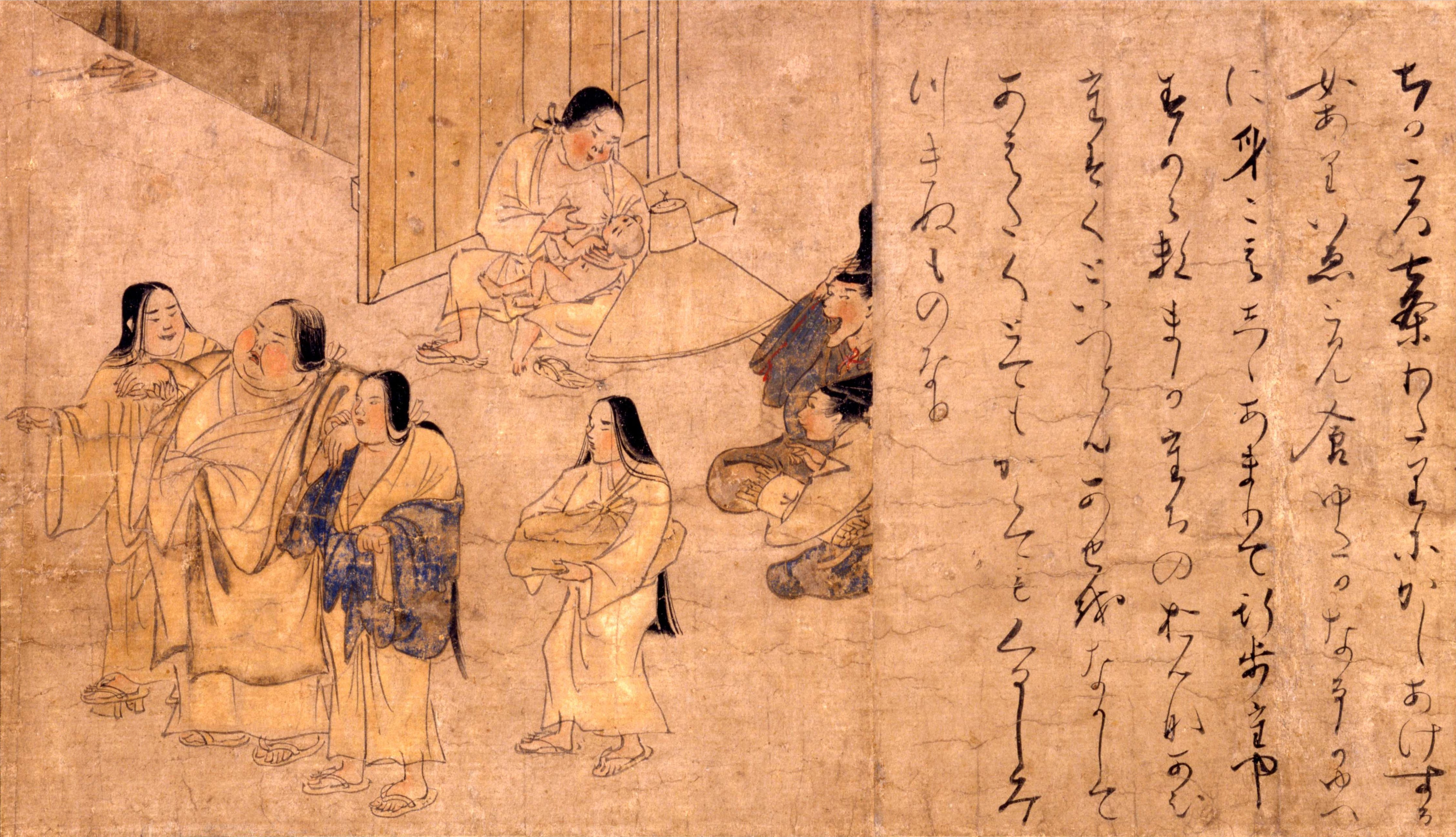
『病草紙』（福岡市美術館蔵）女性の借上が両脇を支えられながら歩く様子

借上（かしあげ）とは、平安時代後期から南北朝時代にかけて存在した金融業者のこと。この業者による高利貸付行為を借上と呼び、業者そのものは借上人と称する場合もある。

## 語源
その語源については、年貢を納めるために不足する金米を高利息で借り上げたからだという説や本来、中国の律令法上の言葉であった「出挙」を日本語に置き換えたものとする説がある。

## 概要
宋銭が広く通用するようになった院政期（12世紀以後）に見られ、初め、特に寺社に属する僧侶や神人がこれに関わる事例が多かった。
『源平盛衰記』（巻9山門堂塔事）には、延暦寺の行人が寺の権威を背景として「出挙借上」を行っていたことが記されている。1156年（保元元年）に出された保元新制の第4条の「停止諸寺諸山悪僧濫行事」に出された延暦寺や興福寺の悪僧の濫行の具体例として出挙の利を貪る行為が挙げられている。もっとも、その朝廷ですら年貢の取り立て業務の請負に借上を起用する場合があった（1172年（承安2年）主殿寮年預伴守方解）。
鎌倉時代に入ると借上の存在感は大きくなり、『庭訓往来』には「泊々借上、湊々替銭、浦々問丸」と記され、替銭（為替業者）・問丸（倉庫業者）と並んで港町における代表的商人として認識されていた。
その一方で所領経営に苦しんだ御家人の中には所領や武具などを担保として借上から金を借りて返済が出来なくなり、借上を所領の代官に任命して弁済に当たらせたり、場合によっては所領自体を奪われたりする事例も現れた。
これに危機感を抱いた鎌倉幕府は1239年（延応元年）以後、借上を代官に任じたり、借上が御家人の土地を入手する行為を禁じる法令を度々発した。もっとも、借上の中には執権北条氏に直属する御内人と結んでこれに対抗する者もおり、中には安東蓮聖のように御内人自身が借上になって莫大な収益を上げる例もあった。
南北朝時代になると、ほぼ同一の業務を行う土倉が登場するようになり、室町時代には土倉の呼称で統一されて文書などからも借上の名称は姿を消すことになる。